# السوريون في البرازيل
السوريون في البرازيل (البرتغالية: Sírio-brasileiros) هم مواطنون برازيليون من أصل سوري كامل أو جزئي أو في الغالب سوري, أو مهاجرون سوريون المولد في البرازيل.

## التاريخ
جاء السوريون إلى البرازيل في القرن التاسع عشر، وتقدر الحكومة البرازيلية عدد سكان البرازيل من أصل سوري كلي أو جزئي بنحو 3 أو 4 ملايين شخص. وفقًا لبحث أجراه المعهد البرازيلي للجغرافيا والإحصاء في عام 2008, قال 0.9٪ من البرازيليين البيض الذين شملهم الاستطلاع إن لديهم أصولًا عائلية من الشرق الأوسط, أي أقل من مليون شخص. ومعظمهم من أصول لبنانية وسورية.

## اقرأ أيضاً
- برازيلي لبناني
- عرب البرازيل